# Hipismo nos Jogos Olímpicos de Verão de 1972
O hipismo nos Jogos Olímpicos de Verão de 1972 foi realizado em Munique, na Alemanha Ocidental, com seis eventos disputados no adestramento (realizado no parque do Schloss Nymphenburg), concurso completo de equitação (CCE) e salto.

## Adestramento individual
| Pos. | País                     | Atletas             | Cavalos |
| ---- | ------------------------ | ------------------- | ------- |
|      | Alemanha Ocidental (FRG) | Liselott Linsenhoff | Piaff   |
|      | União Soviética (URS)    | Elena Petushkova    | Pepel   |
|      | Alemanha Ocidental (FRG) | Josef Neckermann    | Venetia |

## Adestramento por equipe
| Pos. | País                     | Atletas                                                     | Cavalos                 |
| ---- | ------------------------ | ----------------------------------------------------------- | ----------------------- |
|      | União Soviética (URS)    | Elena Petushkova Ivan Kizimov Ivan Kalita                   | Pepel Ikhor Tarif       |
|      | Alemanha Ocidental (FRG) | Karin Schlüter-Schmidt Liselott Linsenhoff Josef Neckermann | Liostro Piaff Wenetia   |
|      | Suécia (SWE)             | Ulla Håkansson Ninna Swaab Maud von Rosen                   | Ajax Casanova Lucky Boy |

## CCE individual
| Pos. | País               | Atletas             | Cavalo     |
| ---- | ------------------ | ------------------- | ---------- |
|      | Grã-Bretanha (GBR) | Richard Meade       | Laurieston |
|      | Itália (ITA)       | Alessandro Argenton | Woodland   |
|      | Suécia (SWE)       | Jan Jonsson         | Sarajevo   |

## CCE por equipe
| Pos. | País                     | Atletas                                                  | Cavalos                                           |
| ---- | ------------------------ | -------------------------------------------------------- | ------------------------------------------------- |
|      | Grã-Bretanha (GBR)       | Richard Meade Mary Watson Bridget Parker Mark Phillips   | Laurieston Cornishman Cornish Gold Great Ovation  |
|      | Estados Unidos (USA)     | Kevin Freeman Bruce Davidson John Plumb James Wofford    | Good Mixture Plain Sailing Free and Easy Kilkenny |
|      | Alemanha Ocidental (FRG) | Harry Klugmann Ludwig Gössing Karl Schultz Horst Karsten | Christopher Robert Chicago Pisco Sioux            |

## Salto individual
| Pos. | País                 | Atletas             | Cavalos    |
| ---- | -------------------- | ------------------- | ---------- |
|      | Itália (ITA)         | Graziano Mancinelli | Ambassador |
|      | Grã-Bretanha (GBR)   | Ann Moore           | Psalm      |
|      | Estados Unidos (USA) | Neal Shapiro        | Sloopy     |

## Salto por equipe
| Pos. | País                     | Atletas                                                             | Cavalos                                         |
| ---- | ------------------------ | ------------------------------------------------------------------- | ----------------------------------------------- |
|      | Alemanha Ocidental (FRG) | Fritz Ligges Gerhard Wiltfang Hartwig Steenken Hans Winkler         | Robin Askan Simona Torphy                       |
|      | Estados Unidos (USA)     | William Steinkraus Neal Shapiro Kathryn Kusner Frank Chapot         | Main Spring Sloopy Fleet Apple White Lightning  |
|      | Itália (ITA)             | Vittorio Orlandi Raimondo d'Inzeo Graziano Mancinelli Piero d'Inzeo | Fulmer Feather Fiorello Ambassador Easter Light |

## Quadro de medalhas do hipismo
| Ordem | País                   | Medalha de ouro | Medalha de prata | Medalha de bronze | Total |
| ----- | ---------------------- | --------------- | ---------------- | ----------------- | ----- |
| 1     | FRG Alemanha Ocidental | 2               | 1                | 2                 | 5     |
| 2     | GBR Grã-Bretanha       | 2               | 1                | 0                 | 3     |
| 3     | ITA Itália             | 1               | 1                | 1                 | 3     |
| 4     | URS União Soviética    | 1               | 1                | 0                 | 2     |
| 5     | USA Estados Unidos     | 0               | 2                | 1                 | 3     |
| 6     | SWE Suécia             | 0               | 0                | 2                 | 2     |